# Скарлетт, Джеймс Ричард, 8-й барон Абингер
Джеймс Ричард Скарлетт, 8-й барон Абингер (англ. James Richard Scarlett, 8th Baron Abinger; 28 сентября 1914 — 23 сентября 2002) — британский пэр, предприниматель, меценат.

## Биография
Родился 28 сентября 1914 года в Датчете (Бершкир). Сын Хью Ричарда Скарлетта, 7-го барона Абингера и Марджори Урсулы Макфиллами. Обучался в Итонском колледже и Кембриджском колледже Магдалены, где изучал экономику и получил степень бакалавра искусств. В 1936 году заступил на службу в Британскую армию в Королевский полк артиллерии. В годы Второй мировой войны сражался во Франции, Норвегии и Индии, в 1947 году получил звание подполковника и вышел в отставку. В 1946 году получил в колледже Магдалены степень магистра искусств.
После смерти отца в 1943 году Джеймс Ричард Скарлетт унаследовал баронский титул и замок Инверлохи у Форта Уильям в Шотландии, продав замок после войны канадскому продавцу виски и выкупив ферму Клис-Холл у Альфамстоуна на границе графств Эссекс и Саффолк. Назначен в 1968 году заместителем депутата парламента от Эссекса.
Скарлетт был заинтересован в деятельности археологов-любителей, которые пользовались металлоискателями, и в 1979—1981 годах он предпринял меры, чтобы обязать в законодательном порядке археологов сообщать об обнаружении находок. Также он стремился сохранить традиционный внешний вид британских деревень, вследствие чего в 1972—1982 годах он руководил отделением Совета по сохранению сельской Англии в Эссексе. В 1974 году им была основана ассоциация Colne Stour Countryside Association. Скарлетт также возглавлял Ассоциацию памяти Китс-Шелли (бабка Скарлетта была удочерена сыном Мэри и Перси Шелли). Коллекция писем и рукописей Шелли, которую хранил Скарлетт, выставлена в Бодлейской библиотеке Оксфорда. Был вице-президентом Байронского общества и рыцарем Ордена Святого Иоанна Иерусалимского.
Скончался 23 сентября 2002 на 88-м году жизни.

### Семья
В 1957 году женился на Айсле Кэролин Риветт-Карнак (1925—2011), сестре двух последних баронетов Риветт-Карнак. В браке родились сыновья Джеймс Гарри (9-й барон Абингер) и Питер Ричард.